# Akiane Kramarik
Akiane Kramarik (Mount Morris (Illinois), Estados Unidos, 9 de julio de 1994) es una poetisa, pintora y escritora estadounidense reconocida por los medios de comunicación como niña prodigio por su pintura El príncipe de la paz lo que ella considera es el «verdadero rostro de Jesús» tal como aseguraba que se le había aparecido en visiones desde que tenía tres años.

## Biografía
Akiane Kramarik nació Mount Morris (Illinois), Estados Unidos, el 9 de julio de 1994. Su madre es de origen lituano y su padre es de Estados Unidos. Sus padres eran ateos y a través de las pinturas y poesía de Akiane, confirmaron su conversión al cristianismo.

### Espiritualidad
En una entrevista con KCTS 9, Kramarik describió las creencias religiosas de su familia y dijo:
"Sabes, tengo que decirte que pasamos por casi todo. Pasamos de ser cristianos a católicos, estudiamos budismo… pero en este punto en particular, creo que cada uno de mis hermanos tiene su propio camino, su propia iluminación espiritual que están alcanzando. Yo tengo el mío, mis padres tienen el suyo y mis hermanos tienen el suyo. No puedo decir en qué creen o qué camino están eligiendo, pero para mí, puedo decir que soy la misma persona que era cuando tenía cuatro años… soy espiritual".

### Carrera artística
Es una pintora autodidacta, sin embargo, sostiene que es motivada por Dios. A la edad de 4 años manifestó haber visitado el Cielo, donde Jesús la ayudaría con un don para transmitir su mensaje a la humanidad.
Akiane empezó a dibujar a los cuatro años, pintar a los seis y escribir poesía a los 7 años de edad. Cada uno de sus dibujos y pinturas eran visiones que recibía a través de sueños, dentro de estas visiones nace una de sus pinturas más conocidas El príncipe de la paz.
Las pinturas de Kramarik son a menudo alegóricas y espirituales, e incluyen imágenes de Jesús, niños y animales, así como autorretratos. A menudo se inspira en fotografías de revistas. Sin embargo, Según Kramarik, su arte es inspirado por sus visiones del cielo y su conexión personal con Dios.  A los 12 años, había completado sesenta grandes pinturas. Algunas de sus obras han sido compradas por la Embajada de Estados Unidos en Singapur.  Ha completado más de 200 obras de arte y 800 obras literarias y a la edad de 10 y 12 años publicó dos libros referidos a su vida que han sido muy vendidos.
Su primer autorretrato se vendió por 10 000 dólares. Un gran porcentaje del dinero generado de las ventas de sus trabajos son donados por Akiane a la caridad.  El arte de Kramarik representa la vida, los paisajes, la gente y los animales.
A la edad de 20 años manifestó ampliar su conocimiento en el arte de la música y dar clases particulares a sus hermanos más pequeños sobre los diferentes tipos de arte.

### Príncipe de paz
Kramarik ha dicho que príncipe de la paz es su "retrato favorito" y una de sus pinturas más memorables. A los ocho años, había estado buscando durante mucho tiempo la cara adecuada que la ayudara a pintar una imagen de sus sueños y visiones cuando un amigo de la familia le trajo un carpintero como posible tema. El rostro del hombre se parecía mucho a lo que Kramarik recordaba como el rostro de Jesús. Completó el retrato en 40 horas de trabajo intensivo. Poco tiempo después, se lo envió a su agente para que lo exhibiera, quien lo robó y lo vendió sin permiso. Durante dieciséis años, la pintura original se mantuvo encerrada en la bóveda de un banco, y el entonces propietario no estaba dispuesto a mostrarla ni a venderla. En diciembre de 2019, el Príncipe de Paz fue recuperado por la familia de la artista y vendido a un coleccionista privado por $ 850 000.

### El príncipe de la paz en el cine
Su pintura El príncipe de la paz fue visualizada en la película Heaven Is for Real dirigida por Randall Wallace basada en el libro El cielo es real de Todd Burpo y Lynn Vincent que narra la historia Colton Burpo quien a la edad de 4 años se sometió a una operación crítica después de que le estallara el apéndice. Aunque no fue una experiencia cercana a la muerte (su corazón nunca se detuvo), dijo que tuvo la experiencia de visitar el cielo y tuvo visiones de Jesús. Años más tarde, cuando vio al Príncipe de la Paz de Kramarik en la televisión, le dijo a su padre: "Papá, ése sí que es".

## Filmografía
- A los 10 años, apareció en El show de Oprah Winfrey[18]
- A los 12 años, apareció en CNN[19]
- Apareció en el episodio 68 de The Late Late Show with Craig Ferguson en 2005
- Apareció en el episodio 21 del Programa de entrevistas Katie en 2012

## Libros
- 2006 Akiane: su vida, su arte, su poesía
- 2006 Akiane-Mi sueño es más grande que yo: recuerdos del mañana